# Theronia trilineata
Theronia trilineata là một loài tò vò trong họ Ichneumonidae.